# دارن اسمیت (دوچرخه‌سوار)
دارن اسمیت (انگلیسی: Darren Smith; زاده ۲۱ سپتامبر ۱۹۷۲ – درگذشته ۱۷ نوامبر ۱۹۹۲) دوچرخه‌سوار اهل استرالیا بود. وی در بازی‌های المپیک تابستانی ۱۹۹۲ شرکت کرده است.